# Tommy Berntsen
Tommy Berntsen (ur. 18 grudnia 1973 w Lørenskog) – norweski piłkarz występujący na pozycji obrońcy. Trener piłkarski.

## Kariera klubowa
Berntsen karierę rozpoczynał w sezonie 1993 w drugoligowej Vålerenga Fotball. W tamtym sezonie awansował z nią do pierwszej ligi. W barwach Vålerengi nie rozegrał jednak żadnego spotkania i w 1995 roku odszedł do trzecioligowego Lørenskog IF. Spędził tam jeden sezon, a potem grał też w innym trzecioligowcu, Skjetten SK.
W 1998 roku Berntsen został graczem pierwszoligowego Lillestrøm SK. W listopadzie 1999 roku został wypożyczony do angielskiego Portsmouth z Division One. Zadebiutował tam 3 listopada 1999 w przegranym 2:4 meczu z Manchesterem City. W Portsmouth zagrał jeszcze w jednym spotkaniu i w grudniu 1999, po jednym miesiącu wrócił do Lillestrøm.
Na początku 2001 roku Berntsen przeszedł do niemieckiego Eintrachtu Frankfurt. w Bundeslidze zadebiutował 2 marca 2001 w przegranym 1:6 spotkaniu z Borussią Dortmund. W sezonie 2000/2001 zajął z Eintrachtem 17. miejsce w lidze i spadł do 2. Bundesligi. Wówczas jednak odszedł z klubu i przeniósł się do norweskiego Lyn. W sezonie 2003 pełnił tam funkcję grającego trenera, a w sezonie 2004 dotarł z Lyn do finału Pucharu Norwegii. W 2009 roku zakończył karierę.

## Kariera reprezentacyjna
W reprezentacji Norwegii Berntsen zadebiutował 21 sierpnia 2002 w przegranym 0:1 towarzyskim meczu z Holandią. W latach 2002–2004 w drużynie narodowej rozegrał 2 spotkania.